# العلاقات النمساوية الزيمبابوية
العلاقات النمساوية الزيمبابوية هي العلاقات الثنائية التي تجمع بين النمسا وزيمبابوي.

## مقارنة بين البلدين
هذه مقارنة عامة ومرجعية للدولتين:
| وجه المقارنة                                              | النمسا                                                    | زيمبابوي |
| --------------------------------------------------------- | --------------------------------------------------------- | --- |
| المساحة (كم2)                                             | 83.86 ألف                                                 | 390.76 ألف |
| عدد السكان (نسمة)                                         | 8.81 مليون                                                | 16.53 مليون |
| الكثافة السكانية (ن./كم²)                                 | 105.06                                                    | 42.3 |
| العاصمة                                                   | فيينا                                                     | هراري |
| اللغة الرسمية                                             | اللغة الألمانية، لغة الإشارة النمساوية ‏                   | لغة إنجليزية، اللغة الشونا، النديبيلية الشمالية ‏، لغة الشيشيوا، Barwe ‏، Kalanga language ‏، Tshwa language ‏، النداو ‏، اللغة التسونجا، لغة الإشارة الزيمبابوية ‏، اللغة السوتية، تونغا ‏، اللغة التسوانية، اللغة الفيندية، اللغة الكوسية |
| العملة                                                    | يورو، شلن نمساوي، رايخ مارك، شلن نمساوي                   | دولار أمريكي |
| الناتج المحلي الإجمالي (بليون دولار)                      | 416.60 مليار                                              | 17.85 مليار |
| الناتج المحلي الإجمالي (تعادل القوة الشرائية) بليون دولار | 426.99 مليار                                              | 27.88 مليار |
| الناتج المحلي الإجمالي الاسمي للفرد دولار أمريكي          | 43.77 ألف                                                 | 924 |
| الناتج المحلي الإجمالي للفرد دولار أمريكي                 | 47.68 ألف                                                 | 1.79 ألف |
| مؤشر التنمية البشرية                                      | 0.885                                                     | 0.509 |
| رمز المكالمات الدولي                                      | +43                                                       | +263 |
| رمز الإنترنت                                              | .at                                                       | .zw |
| المنطقة الزمنية                                           | توقيت وسط أوروبا، ت ع م+01:00، ت ع م+02:00، أوروبا/فيينا ‏ | ت ع م+02:00 |

## منظمات دولية مشتركة
يشترك البلدان في عضوية مجموعة من المنظمات الدولية، منها:
| علم المنظمة | اسم المنظمة                               | تاريخ انضمام النمسا | تاريخ انضمام زيمبابوي |
| ----------- | ----------------------------------------- | ------------------- | --------------------- |
|             | مؤسسة التنمية الدولية                     | 28 يونيو 1961       | 29 سبتمبر 1980        |
|             | الأمم المتحدة                             | 14 ديسمبر 1955      | 25 أغسطس 1980         |
|             | منظمة التجارة العالمية                    | ?                   | ?                     |
|             | منظمة الشرطة الجنائية الدولية             | ?                   | ?                     |
|             | المركز الدولي لتسوية المنازعات الاستشارية | 24 يونيو 1971       | 19 يونيو 1994         |
|             | الاتحاد الدولي للاتصالات                  | 1866                | 10 فبراير 1981        |
|             | الفريق المعني برصد الأرض                  | ?                   | ?                     |
|             | البنك الدولي للإنشاء والتعمير             | 27 أغسطس 1948       | 29 سبتمبر 1980        |
|             | الاتحاد البريدي العالمي                   | ?                   | ?                     |
|             | منظمة حظر الأسلحة الكيميائية              | ?                   | ?                     |
|             | مؤسسة التمويل الدولية                     | 28 سبتمبر 1956      | 29 سبتمبر 1980        |
|             | البنك الإفريقي للتنمية                    | ?                   | ?                     |
|             | وكالة ضمان الاستثمار متعدد الأطراف        | 16 ديسمبر 1997      | 10 أبريل 1992         |
|             | يونسكو                                    | 13 أغسطس 1948       | 22 سبتمبر 1980        |

## وصلات خارجية
- موقع وزارة الخارجية النمساوية
- موقع وزارة الخارجية الزيمبابوية